# Brachychthonius pauliani
Brachychthonius pauliani är en kvalsterart som beskrevs av Balogh och Sandór Mahunka 1966. Brachychthonius pauliani ingår i släktet Brachychthonius och familjen Brachychthoniidae. Inga underarter finns listade.